# Twierdzenie Birkhoffa
Twierdzenie Birkhoffa – twierdzenie ogólnej teorii względności, opisujące własności rozwiązania równań Einsteina w próżni,
{\displaystyle G_{\mu \nu }=R_{\mu \nu }-{\frac {1}{2}}Rg_{\mu \nu }=0,}
przy założeniu symetrii sferycznej: rozwiązanie to jest stacjonarne i asymptotycznie płaskie.
Opublikowane w 1923 przez amerykańskiego matematyka George’a D. Birkhoffa (znanego przede wszystkim z fundamentalnego wkładu do teorii układów dynamicznych), zostało w rzeczywistości po raz pierwszy, niezależnie, sformułowane dwa lata wcześniej przez Norwega, Jørga Tofte Jebsena.

## Wnioski
Czasoprzestrzeń na zewnątrz sferycznie symetrycznego, ale niekoniecznie stacjonarnego obiektu (np. pulsującej radialnie gwiazdy bądź czarnej dziury) opisywana jest zawsze metryką Schwarzschilda; oznacza to przy okazji, że sferycznie symetryczne pulsacje nie powodują emisji fal grawitacyjnych.
Kolejnym wnioskiem jest fakt, że metryka wewnątrz sferycznie symetrycznej warstwy materii (powłoki) jest metryką Minkowskiego; innymi słowy, pole grawitacyjne znika wewnątrz, co jest zgodne z wynikiem dla Newtonowskiej grawitacji.
Twierdzenie Birkhoffa można uogólnić: każde sferycznie symetryczne rozwiązanie równań pola Einsteina-Maxwella musi być stacjonarne i asymptotycznie płaskie, tak by geometria na zewnątrz sferycznie symetrycznej gwiazdy obdarzonej ładunkiem elektrycznym opisywana była metryką Reissnera-Nordströma.